# Amos Eaton

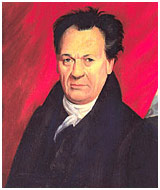
Amos Eaton

Amos Eaton (ur. 17 maja 1776 w Chatham, zm. 10 maja 1842 w Troy) – amerykański naukowiec (botanik i geolog) i wykładowca.

## Życiorys
W 1799 roku ukończył Kolegium Williamsa, następnie studiował prawo w Nowym Jorku. Praktykował jako prawnik w Catskill do 1810, kiedy to został aresztowany pod zarzutem fałszerstwa. Spędził prawie pięć lat w więzieniu, gdzie studiował botanikę i geologię oraz uczył synów zarządców więzienia. Po zwolnieniu z więzienia studiował na Yale botanikę, chemię i mineralogię. Po powrocie do Kolegium Williamsa, tym razem w roli wykładowcy, prowadził zajęcia z zoologii, botaniki i geologii. Opublikował słownik botaniczny. W 1817 opublikował dzieło Manual of Botany for the Northern States (Podręcznik botaniki dla stanów północnych), pierwsze kompleksowe studium flory tego obszaru, które następnie było ośmiokrotnie wznawiane.
W kolejnych latach uczestniczył w badaniach geologicznych i budowie Kanału Erie. W 1824, razem ze Stephenem Van Rensselaerem III, ufundował Rensselaer School (znaną teraz jako Rensselaer Polytechnic Institute) w Troy. W szkole tej Eaton pracował na stanowisku profesora do śmierci. Pod jego kierunkiem ośrodek nauk geologicznych w Troy rywalizował z Londynem (Anglia) o miano głównego ośrodka nauk geologicznych w pierwszej połowie XIX wieku.

## Uczniowie Eatona
- James Dwight Dana — geolog, zoolog
- Asa Gray — botanik
- James Hall — geolog
- Joseph Henry — fizyk
- John Leonard Riddell — botanik, geolog i pisarz
- John Torrey — botanik